# Voinémont
Voinémont és un municipi francès situat al departament de Meurthe i Mosel·la i a la regió del Gran Est. L'any 2007 tenia 343 habitants.

## Demografia

### Població
El 2007 la població de fet de Voinémont era de 343 persones. Hi havia 131 famílies, de les quals 28 eren unipersonals (4 homes vivint sols i 24 dones vivint soles), 32 parelles sense fills, 63 parelles amb fills i 8 famílies monoparentals amb fills.
La població ha evolucionat segons el següent gràfic:
Habitants censats

### Habitatges
El 2007 hi havia 147 habitatges, 128 eren l'habitatge principal de la família, 8 eren segones residències i 11 estaven desocupats. 143 eren cases i 3 eren apartaments. Dels 128 habitatges principals, 119 estaven ocupats pels seus propietaris, 6 estaven llogats i ocupats pels llogaters i 3 estaven cedits a títol gratuït; 1 tenia una cambra, 1 en tenia dues, 23 en tenien tres, 19 en tenien quatre i 84 en tenien cinc o més. 112 habitatges disposaven pel capbaix d'una plaça de pàrquing. A 57 habitatges hi havia un automòbil i a 62 n'hi havia dos o més.

### Piràmide de població
La piràmide de població per edats i sexe el 2009 era:
| Homes | Edats   | Dones |
| ----- | ------- | ----- |
| 0     | 95 o +  | 0     |
| 0     | 90 a 94 | 4     |
| 0     | 85 a 89 | 0     |
| 0     | 80 a 84 | 4     |
| 8     | 75 a 79 | 12    |
| 0     | 70 a 74 | 4     |
| 8     | 65 a 69 | 8     |
| 8     | 60 a 64 | 8     |
| 0     | 55 a 59 | 0     |
| 16    | 50 a 54 | 12    |
| 12    | 45 a 49 | 20    |
| 24    | 40 a 44 | 16    |
| 16    | 35 a 39 | 24    |
| 4     | 30 a 34 | 8     |
| 0     | 25 a 29 | 8     |
| 8     | 20 a 24 | 0     |
| 24    | 15 a 19 | 12    |
| 28    | 10 a 14 | 20    |
| 4     | 5 a 9   | 8     |
| 4     | 0 a 4   | 8     |

## Economia
El 2007 la població en edat de treballar era de 218 persones, 164 eren actives i 54 eren inactives. De les 164 persones actives 155 estaven ocupades (82 homes i 73 dones) i 9 estaven aturades (3 homes i 6 dones). De les 54 persones inactives 22 estaven jubilades, 23 estaven estudiant i 9 estaven classificades com a «altres inactius».

### Ingressos
El 2009 a Voinémont hi havia 136 unitats fiscals que integraven 362,5 persones, la mediana anual d'ingressos fiscals per persona era de 19.809 €.

### Activitats econòmiques
Dels 9 establiments que hi havia el 2007, 1 era d'una empresa alimentària, 1 d'una empresa de fabricació d'altres productes industrials, 3 d'empreses de construcció, 1 d'una empresa immobiliària, 1 d'una empresa de serveis, 1 d'una entitat de l'administració pública i 1 d'una empresa classificada com a «altres activitats de serveis».
Dels 2 establiments de servei als particulars que hi havia el 2009, 1 era un guixaire pintor i 1 lampisteria.
L'any 2000 a Voinémont hi havia 3 explotacions agrícoles que ocupaven un total de 705 hectàrees.

## Equipaments sanitaris i escolars
El 2009 hi havia una escola maternal integrada dins d'un grup escolar amb les comunes properes formant una escola dispersa.

## Poblacions més properes
El següent diagrama mostra les poblacions més properes.